# Symplocos barberi
Symplocos barberi là một loài thực vật thuộc họ Symplocaceae. Đây là loài đặc hữu của Ấn Độ.